# Christoffer Mafoumbi
Christoffer Mafoumbi (Roubaix, 3 de março de 1994) é um futebolista profissional congolês que atua como goleiro.

## Carreira
Christoffer Mafoumbi representou o elenco da Seleção Congolesa de Futebol no Campeonato Africano das Nações de 2015.